# Mod revival
Mod Revival (ang. odżycie modsów) – nowofalowy ruch młodzieżowy zapoczątkowany w roku 1979 w wyniku fascynacji filmem – "Quadrophenia", oraz ponownym zainteresowaniem takimi zespołami jak The Who, The Small Faces oraz muzyką ska. Mod revival był odrodzeniem ruchu modsów z lat 60. Wśród młodzieży znów zaczęto popularyzować skutery, które podobnie jak w przypadku tradycyjnych modsów stały się obowiązkowym pojazdem każdego revivalowca. Podczas odżycia wyłoniło się wiele nowych zespołów zainspirowanych twórczością starych zespołów związanych z subkulturą mods, które ubarwiły stare melodie w nieco punkowe brzmienia. Najważniejszym z revivalowych zespołów jest The Jam, a także The Lambrettas, The Chords, Purple Hearts, czy Secret Affair. Revivalowcy, podobnie jak ich poprzednicy, wyznawali uliczne życie, nie stronili od walk z teddy boysami, punkami, czy harleyowcami. Często ich sojusznikiem w bitwach byli skinheadzi (wtedy jeszcze niezaangażowani politycznie). Nowofalowi modsi ubierali się podobnie jak ich poprzednicy. Nosili garnitury, krawaty, a także polówki Fred Perry, czy Ben Sherman, różnego rodzaju kapelusze, płaszcze typu Crombie, wojskowe parki, dżinsowe spodnie, martensy, chelsea boots, obuwie wojskowe, trampki oraz halówki. Nosili włosy najczęściej opadające na uszy, ale bywały i krótsze, bardziej zbliżone do wzoru skinheadowskiego. Obecnie mod revival stanowi jedną z subkultur undergroundowych. Od lat 90., w wyniku powstania nowego gatunku muzycznego – brit pop – ich popularność na świecie wzrasta. Jest to widoczne w szczególności w Wielkiej Brytanii. W Polsce, ze względu na małą popularność skuterów, modsi stanowią mały procent młodzieży, chociaż zainteresowanie nimi wzrasta.